# Arthropod Systematics & Phylogeny
Arthropod Systematics & Phylogeny – recenzowane czasopismo naukowe otawrtego dostępu, publikujące w dziedzinie zoologii.
Czasopismo to wydawane jest przez Senckenberg Gesellschaft für Naturforschung i Muzeum Historii Naturalnej w Dreźnie. Jest ono następcą „Entomologische Abhandlungen”, które wydawane było przez Muzeum Zoologii w Dreźnie. Publikowane są w nim wyniki morfologicznych jak i molekularne analiz filogenetycznych oraz inne artykuły dotyczące taksonomii, morfologii, anatomii, paleontologii i biogeografii historycznej wszelkich grup stawonogów oraz pazurnic. Częstotliwość publikacji wynosi 3 numery na rok. Ukazują się one w lutym, czerwcu i listopadzie.
W 2015 roku wskaźnik cytowań czasopisma wynosił 1,655 oraz zajmowało ono 24. miejsce na 94 w kategorii entomologia w rankingu Journal Citation Reports.